# لوسي راندولف ماسون
لوسي راندولف ماسون (بالإنجليزية: Lucy Randolph Mason) هي نقابية وسفرجات وأمينة مكتبة أمريكية، ولدت في 1882، وتوفيت في 1959.